# Отдельный разведывательный артиллерийский дивизион
Отдельный разведывательный артиллерийский дивизион (орадн) Резерва Главного Командования — воинское формирование Вооружённых Сил СССР, принимавшее участие в Великой Отечественной войне.

## Назначение
Отдельный разведывательный артиллерийский дивизион предназначен для изучения противника, местности, разведки целей и корректирования артиллерийского огня, контроля эффективности артиллерийского огня, обеспечения артиллерии топогеодезическими и метеорологическими данными .

## История создания
В годы гражданской войны молодая советская артиллерия не имела органов артиллерийской инструментальной разведки. В начале мирного строительства, в связи с техническими усовершенствованиями, росла дальность стрельбы артиллерии. Появилась возможность уничтожать цели, расположенные на большом удалении от переднего края. Но для этого понадобились новые способы стрельбы, которые требовали топографической подготовки и привлечения средств артиллерийской инструментальной разведки.
В связи с этим уже в 1922 г. приказом РВС республики № 1420 был сформирован Московский артиллерийский звукометрический отряд. В 1923 г. этот отряд был переформирован в учебный и послужил базой для создания кадров командиров—звукометристов младшего и среднего звена.
В 1924 г. впервые были созданы в Красной Армии подразделения артиллерийской авиации с задачей ведения дальней воздушной артиллерийской разведки с фотографированием местности и позиций расположения противника.
В 1925 г. формируется отдельный разведывательный артиллерийский дивизион (ОРАД) в составе батарей звуковой и оптической разведки (БЗР, БОР) и топографического отряда.
Практическая необходимость и значение артиллерийской инструментальной разведки резко возросли в связи с началом модернизации старых и производством новых орудии и в связи с намечающимся переходом артиллеристов к уточненной стрельбе, значительно сокращающая расход снарядов на пристрелку. Инспектор артиллерии РККА В. Д. Грендаль в 1925 г. опубликовал брошюру «Уточненная стрельба», в которой обосновал приемы топографической подготовки исходных данных для стрельбы с помощью приборов. Одновременно на КУКСе АОН были разработаны приемы подготовки исходных данных для уточненной стрельбы по карте и огневому планшету с применением стереотрубы, рейки и хордоугломера. Однако это не удовлетворяло дальнобойную артиллерию. Поэтому была поставлена задача использовать специальные топографические приборы — теодолит, кипрегель и мензулу—для обеспечения подготовки исходных данных для стрельбы с более высокой точностью. В эти же годы был разработан метод полной подготовки исходных данных для стрельбы. Практическое осуществление этого метода потребовало создания специальных подразделений в составе артиллерийской инструментальной разведки:
- звукометрической разведки;
- артиллерийской топографической службы;
- оптической разведки;
- фотограмметрической службы;
- артиллерийской метеорологической службы.

```
Для накапливания и обобщения опыта в работе этих составных частей артиллерийской инструментальной разведки в 1927 г. был создан 40-й отдельный разведывательный артиллерийский дивизион в составе батарей звуковой, оптической и топографической разведки. В том же году был сформирован отдельный разведывательный артиллерийский дивизион при Артиллерийских курсах усовершенствования командного состава. Оба эти дивизиона стали базами, где испытывались новые приборы и готовились кадры артиллерийской разведывательной службы.
```

Рост кадров и увеличение количества приборов по артиллерийской разведке позволили в 1928 г. сформировать топографические отряды в корпусных артиллерийских полках и в артиллерии резерва главного командования. На вооружение эти топографические отряды получили сначала большие кипрегели и мензулы, которые постепенно заменялись теодолитами ТТ.
В 1929 г. во всех корпусных артиллерийских полках были организованы команды наземного наблюдения в составе подразделений топографической, звукометрической и оптической разведки.
В 1931 г. в штат артиллерийских полков стрелковых корпусов был введен артиллерийский разведывательный дивизион. В связи с этим в 1932 г. из бывших топографических отрядов артиллерийских полков корпусной артиллерии были созданы взводы топографической разведки в артиллерийских полках стрелковых дивизий и батареи топографической разведки в артиллерийских разведывательных дивизионах. На вооружение этих взводов и батарей были приняты кипрегель и теодолит.
В 1932 г. ни базе 40-го отдельного разведывательного артиллерийского дивизиона был создан 172-й учебный опытный полк артиллерийской инструментальной разведки.
Таким образом, к 1933 г. артиллерийская инструментальная разведка артиллерии Красной Армии имела свои органы в войсковой артиллерии, учебный центр (полк) и включала в свой состав оптическую и звуковую разведку, фотограмметрическую, топографическую и метеорологическую службы. Она имела на вооружении бинокли, перископы, стереотрубы, буссоли, теодолиты, фотоаппараты и звукометрические станции. В 1935 г. была подвергнута реорганизации фотограмметрическая служба. В ней вместо фотограмметрических лабораторий дивизионов разведывательной службы (ДРС) были созданы фотограмметрические батареи отдельных разведывательных артиллерийских дивизионов (ОРАД) и взводы разведывательных батарей (РазБ). 
К 1936 г. система организации частей и подразделений АИР имела уже достаточно стройное оформление. Основу этой системы составляли отдельные разведывательные артиллерийские дивизионы, в состав которых входили четыре батареи—топографическая, звуковая, оптическая и батарея фотограмметрической разведки. Для сравнения следует напомнить, что первый РАД в США был создан только в 1939 г., второй—в 1940, а в 1941 г. были сформированы еще четыре РАД. Артиллерийская метеорологическая служба являлась составной частью АИР. Задачи артиллерийской метеорологической службы выполнялись: артиллерийскими метеорологическими постами (АМП), которые находились во всех артиллерийских полках, н отделениями метеорологической службы (ОМС) взводов звуковой разведки (ВЗР).
Артиллерийские метеорологические посты (АМП) предназначались для метеорологического обслуживания стрельбы артиллерии. На вооружении АМП имелась примитивные средства только ветрового зондирования атмосферы, которые не могли удовлетворить возросшие требования к точности подготовки стрельбы. В связи с этим артиллерийский комитет еще в 1936 г. поднимал вопрос о создании более мощных подразделений артиллерийской метеорологической службы в виде дивизионных и корпусных АМП, оснащенных современными техническими средствами. Опыт воины с Финляндией еще нагляднее показал слабость полковых АМП. Поэтому была намечена реорганизация метеорологической службы в артиллерии. Для этого в начале 1941 г. в штат Управления начальника артиллерии Красной Армии была введена должность начальника метеорологической службы артиллерии. Однако к началу Великой Отечественной 'войны эта реорганизация находилась только в начальной стадии.
Отделения метеорологической службы (ОМС) имели задачей метеорологическое обслуживание звуковой разведки, которая успешно совершенствовалась. Уже в 1936 г. на вооружение звукометрических подразделений поступила вполне современная станция СЧЗМ-З6.
Следовательно, уже к началу войны с Финляндией полразделения и части АИР имели стройную и целесообразную организацию. Советско-финляндская война явилась хорошей проверкой для разведывательных подразделений. Хотя подразделениям АИР приходилось действовать в тяжелых условиях северо-западного театра военных действий, они успешно выполнили возложенные на них задачи. Об этом свидетельствуют итоговые цифры войны с Финляндией. Так, артиллерийские батареи противника на 65 % были разведаны звуковой разведкой, на 16 % — средствами сопряженного наблюдения, па 10 % — артиллерийской авиацией, на 5 % — измерительно-пристрелочными взводами и на 4 % — аэростатами наблюдения. Как видно из сказанного, звукометрические подразделения в борьбе с артиллерией противника заняли ведущую роль. Поэтому в начале 40-х годов в организацию ОРАД была введена вторая батарея звуковой разведки.
К началу Великой Отечественной войны АИР обладала разработанными методами и хорошей аппаратурой для инструментального разведывания наземной артиллерии. Однако разработка новых приборов разведывания наземной артиллерии (инфракрасная и радиолокационная техника) находились еще в зачаточном состоянии. Поэтому в наземной артиллерии в течение войны применялись, главным образом, уже хорошо известные и освоенные приборы аэрофотограмметрической, оптической и звукометрической служб артиллерийского разведывания.
В годы Великой Отечественной войны были сформированы более ста отдельных разведывательных артиллерийских дивизионов Резерва Главного Командования.

## Состав
до 1942 года
- батарея звуковой разведки(БЗР)
- батарея оптической разведки(БОР)
- батарея топогеодезической разведки
- фотограмметрический взвод
- аэрометрический взвод

с 1942 года
- 1 батарея звуковой разведки(1 БЗР)
- 2 батарея звуковой разведки(2 БЗР)
- батарея топогеодезической разведки
- взвод оптической разведки(взор)
- фотограмметрический взвод
- метеорологический взвод(пост)

с 1943 года
- 1 батарея звуковой разведки(1 БЗР)
- 2 батарея звуковой разведки(2 БЗР)
- батарея топогеодезической разведки
- взвод оптической разведки(взор)
- фотограмметрический взвод
- измерительно-пристрелочный взвод (ипв)

## Отдельные разведывательные артиллерийские дивизионы и гвардейские орадн (периоды вхождения в состав действующей армии и подчиненность)
| Отдельный разведывательный артиллерийский дивизион Ленинградского фронта Сформирован на базе школы АИР ЛенФ 17.9.41г.     | 17.9.41г.-24.1.42г.                             | ЛенФ | Обращен на формирование школы АИР ЛенФ 24.1.42г.                   |
| Отдельный разведывательный артиллерийский дивизион Северо-Западного фронта                                                | 17.3.42г.-18.5.42г.                             | СЗФ | Переименован в 783 орадн 18.5.42г.                                 |
| Отдельный армейский разведывательный артиллерийский дивизион 4 армии                                                      | 15.6.42г.-25.11.42г.                            | 4А | Расформирован                                                      |
| Отдельный армейский разведывательный артиллерийский дивизион 22 армии                                                     | 15.4.42г.-2.9.42г.                              | 22А | переименован в 617 орадн 2.9.42г.                                  |
| Отдельный армейский разведывательный артиллерийский дивизион 55 армии                                                     | 6.5.42г.-25.7.42г.                              | 55А | Расформирован                                                      |
| 35 отдельный разведывательный артиллерийский дивизион                                                                     | 13.6.44г.-9.5.45г.                              | 2 кабр |                                                                    |
| 44 отдельный разведывательный артиллерийский дивизион                                                                     | 20.6.44г.-11.5.45г.                             | 3 кабр |                                                                    |
| 45 отдельный разведывательный артиллерийский дивизион Сформирован на базе орбатр 136 кпап и орбатр 1519 кап 27.4.44г.     | 14.6.44г.-9.5.45г.                              | 4 кабр |                                                                    |
| 47 отдельный разведывательный артиллерийский дивизион I формирование Сформирован на базе школы АИР Ленф 4.7.41 г.         | 4.7.41-9.6.42                                   | ЛенФ |                                                                    |
| 47 отдельный разведывательный артиллерийский дивизион II формирование                                                     | 16.7.44-9.5.45                                  | 5 кабр |                                                                    |
| 68 отдельный разведывательный артиллерийский дивизион                                                                     | 10.10.44-9.5.45                                 | 2 адп |                                                                    |
| 70 отдельный разведывательный артиллерийский дивизион Сформирован на базе 14 и 30 обатрзв 21.9.44 г.                      | 21.9.44-9.5.45                                  | 8А 21.9.44-1.3.45 67А 1.3.45-9.5.45 |                                                                    |
| 112 отдельный разведывательный артиллерийский дивизион                                                                    | 11.12.44-9.5.45                                 | 6 акп |                                                                    |
| 113 отдельный разведывательный артиллерийский дивизион                                                                    | 1.1.45-11.5.45                                  | 10 акп |                                                                    |
| 122 отдельный разведывательный артиллерийский дивизион                                                                    |                                                 | 1 акп Резерв Ставки |                                                                    |
| 399 отдельный разведывательный артиллерийский дивизион Сформирован на базе рад 524 пап 11.3.42 г.                         | 11.3.42-8.3.43                                  | Брян. Ф. 48А1.5.42-8.8.42 ВФ(38А,69А,63А,40А,6А) 1.9.42-8.3.43 | Преобразован в 12 огв. рад 8.3.43 г.                               |
| 594 отдельный армейский разведывательный артиллерийский дивизион                                                          | 5.10.41-30.4.42                                 | | Переименован в 823 оарад 30.4.42 г.                                |
| 617 отдельный армейский разведывательный артиллерийский дивизион Переименован из оарад 22 А 2.9.42 г.                     | 2.9.42-10.6.44                                  | 22 А | Обращен на укомплектование 36 гв. пабр 10.6.44 г.                  |
| 619 отдельный разведывательный артиллерийский дивизион I формирование Сформирован на базе дивизиона АИР 16 згап 8.9.42 г. | 25.11.42-7.3.43                                 | 8 адп, | Преобразован в 21 огв. рад 7.3.43 г.                               |
| 619 отдельный разведывательный артиллерийский дивизион II формирование                                                    | 15.2.44-14.11.44                                | 7 адп 19А | Обращен на формирование 204 апабр 14.11.44 г.                      |
| 620 отдельный разведывательный артиллерийский дивизион                                                                    | 5.11.42-24.5.44                                 | 9 адп 5.12.42-2.4.43г., 3 гв. А2.5-18.10.43г., 8 гв. А 20.10-14.11.43г., 6 А 15.11.43-24.5.44г. | Обращен на формирование 46 гв. пабр 37А 3 Укр. Ф 24.5.44 г.        |
| 621 отдельный разведывательный артиллерийский дивизион                                                                    | 12.12.42-21.5.44                                | 10 адп 12.12.42-26.4.43 Вор. Ф 26.4.43-20.10.43 (21А,27А,40А,47А,52А,69А), 1Укр. Ф 20.10.43-21.5.44 (18А,27А,47А,1гв. А,3гв. А)                                                                                  | Обращен на формирование 40 гв. пабр 3 гв. А 1 Укр. Ф 21.5.44 г.    |
| 623 отдельный разведывательный артиллерийский дивизион                                                                    | 16.2.43-5.4.43 20.5.43-30.5.44                  | 16 адп 16.2.43-5.4.43,20.5.43-25.5.43, 7акп7.7.43-20.7.43г., 3А 20.7.43-30.5.44г. | Обращен на укомплектование 44 пабр 3А 1 БФ 30.5.44 г.              |
| 624 отдельный разведывательный артиллерийский дивизион                                                                    | 17.3.43-23.4.43 20.5.43-11.5.45                 | 17 ад 17.3.43-23.4.43; 7 акп 20.5.43-11.5.45г. |                                                                    |
| 625 отдельный разведывательный артиллерийский дивизион                                                                    | 27.2.43-9.5.45                                  | 18 адп 27.2.43- 1.10.43г. , Лен. Ф 1.10.43-12.2.44г., 3акп 12.2.44-5.5.44г., 8 акп 8.7.44-9.5.45г. |                                                                    |
| 627 отдельный разведывательный артиллерийский дивизион                                                                    | 17.6.43-13.8.44                                 | 20 адп 17.6.43-7.10.43г.; 11 А 7.10-31.12.43г., Резерв 1 БФ 1.1.44-15.4.44г., 47 А 15.4.44-13.8.44г.. | Обращен на укомплектование 30 гв. пабр 47А 1БФ 13.8.44 г.          |
| 628 отдельный разведывательный артиллерийский дивизион                                                                    | 24.8.43-12.7.44                                 | 2Укр. Ф 16 адп 24.8.43-14.6.44г., 5гв. А 14.6-12.7.44г. | Обращен на укомплектование 123 апабр 4гв. А 2 Укр. Ф 12.7.44 г.    |
| 629 отдельный разведывательный артиллерийский дивизион                                                                    | 24.7.43-24.5.44                                 | 21 адп 24.7.43-24.5.44г | Обращен на формирование 37 гв. пабр 43А 1 Приб. Ф24.5.44 г.        |
| 630 отдельный разведывательный артиллерийский дивизион                                                                    | 8.7.43-31.5.44                                  | 37А 3Укр. Ф | Обращен на формирование 160 пабр 57А 3 Укр. Ф                      |
| 631 отдельный разведывательный артиллерийский дивизион                                                                    | 28.7.43-22.6.44                                 | 3 УФ 46А 8гв. А 9 адп | Обращен на укомплектование 146 апабр 18А 1 укр. Ф 22.6.44 г.       |
| 632 отдельный разведывательный артиллерийский дивизион                                                                    | 15.8.43-15.6.44                                 | 53А 15.8.43-1.1.44г.; 52А 1.1.44-1.2.44г.; 4 гв. А 1.2.44-27.2.44г.; 27А 27.2.44-15.6.44г. | Обращен на укомплектование 27 пабр 27А 2 Укр. Ф 15.6.44 г.         |
| 708 отдельный разведывательный артиллерийский дивизион                                                                    | 10.12.41-10.6.44                                | 59 А,2 Уд. А,4 А,52 А,67 А. | Обращен на укомплектование 7 пабр 67А 3 Приб. Ф 10.6.44 г.         |
| 709 отдельный разведывательный артиллерийский дивизион I формирование                                                     | 10.12.41-8.2.43                                 | ЮЗФ,Ст. Ф 41 А, Дон. Ф 21А, ЦФ 65 А, 4 ад 6.11.42-8.2.43 | Преобразован в 15 огв. рад 1.3.43 г.                               |
| 709 отдельный разведывательный артиллерийский дивизион II формирование                                                    | 10.4.44-6.7.44                                  | 70 А | Обращен на укомплектование 148 пабр 70А 2 БФ 6.7.44 г.             |
| 710 отдельный разведывательный артиллерийский дивизион                                                                    | 10.12.41-6.2.42 25.2.42-4.5.43                  | 12А 10.12.41-20.6.42г., 44А 1.7.42-4.5.43г. | Преобразован в 25 огв. рад 4.5.43 г.                               |
| 723 отдельный разведывательный артиллерийский дивизион                                                                    | 5.10.43-9.5.45                                  | 8 пад |                                                                    |
| 725 отдельный разведывательный артиллерийский дивизион                                                                    | 6.11.43-9.5.45                                  | 22 адп |                                                                    |
| 762 отдельный разведывательный артиллерийский дивизион                                                                    | 9.8.45-3.9.45                                   | 216 кабр 1А 1 ДФ |                                                                    |
| 782 отдельный разведывательный артиллерийский дивизион                                                                    | 19.6.42-6.10.43 25.12.43-16.4.44 4.6.44-15.6.44 | 56А 19.6.42-24.9.43г., 69 А 58 А 25.9.43-15.11.43г., 51 А 1.1.44-15.5.44г., 69 А 4.6.44-15.6.44г. | Обращен на укомплектование 62 пабр 69А 15.6.44 г                   |
| 783 отдельный разведывательный артиллерийский дивизион Переименован из орад СЗФ 18.5.42 г.                                | 18.5.42-9.5.45                                  | 34 А СЗФ 18.5.42-12.12.42 27 ад 12.12.42-9.5.45 |                                                                    |
| 784 отдельный армейский разведывательный артиллерийский дивизион Сформирован на базе рад 169 азсп 1.5.42 г.               | 1.5.42-8.6.44                                   | 40 А | Обращен на укомплектование 145 апабр 52А 8.6.44 г.                 |
| 785 отдельный разведывательный артиллерийский дивизион                                                                    | 17.11.42-2.2.43                                 | 19 тад | Преобразован в 27 огв. рад 20.6.43 г.                              |
| 786 отдельный армейский разведывательный артиллерийский дивизион                                                          | 9.8.45-3.9.45                                   | 686 окабр 36 А Заб. Ф |                                                                    |
| 787 отдельный разведывательный артиллерийский дивизион                                                                    | 5.11.42-5.6.44                                  | 39 А | Обращен на укомплектование 139 пабр 39А 6.6.44 г.                  |
| 788 отдельный армейский разведывательный артиллерийский дивизион Сформирован на базе рад 12 гв. пап 27.4.42 г.            | 27.4.42-18.11.42                                | Лен. Ф,55А | Преобразован в 3 огв. рад 18.11.42 г.                              |
| 789 отдельный армейский разведывательный артиллерийский дивизион Сформирован на базе рад 14 гв. пап 27.4.42 г.            | 27.4.42-18.11.42                                | Лен. Ф,42А | Преобразован в 4 огв. рад 18.11.42 г.                              |
| 790 отдельный разведывательный артиллерийский дивизион Сформирован на базе рад 24 кап 27.4.42 г.                          | 27.4.42-15.6.44                                 | 54А 27.4.42-20.5.42г., 8 А 20.5-1.12.42г., 2 Уд. А 12.42-2.43г., 8 А 3.43-1.3.44г., 2 Уд. А 3.3-5.44г., 21А 5.44-15.6.44г.                                                                                       | Обращен на укомплектование 127 пабр 21А 15.6.44 г.                 |
| 791 отдельный разведывательный артиллерийский дивизион                                                                    | 27.4.42-15.6.44                                 | Невская оперативная группа 27.4-10.10.42г., 67А 10.10.42-2.43г., 23А 3-7.43г., 67А 7-9.43г., 23А 10-11.43г., 67А 11.43-24.1.44г., 2 Уд. А 24.1-27.3.44г., 59А 28.№-2.4.44г., 8А 2.4-15.6.44г., 2 Уд. А 15.6.44г. | Обращен на укомплектование 161 пабр 2 Уд. А 15.6.44 г.             |
| 792 отдельный армейский разведывательный артиллерийский дивизион Сформирован на базе рад 73 пап 27.4.42 г.                | 27.4.42-15.6.44                                 | ЛФ,42А,67А,2 Уд. А,8А,59А. | Обращен на укомплектование 34 гв. пабр 59А 15.6.44 г.              |
| 794 отдельный армейский разведывательный артиллерийский дивизион I формирование                                           | 9.6.42-8.12.42                                  | | Расформирован                                                      |
| 794 отдельный армейский разведывательный артиллерийский дивизион II формирование                                          | 6.2.43-15.6.44                                  | 13 адп 6.2.43- 29.3.43г. 63А,3А,48А | Обращен на укомплектование 68 пабр 48А 15.6.44 г.                  |
| 795 отдельный армейский разведывательный артиллерийский дивизион I формирование                                           | 1.6.42-7.12.42                                  | 47А | Расформирован                                                      |
| 795 отдельный армейский разведывательный артиллерийский дивизион II формирование                                          | 25.2.43-13.7.44                                 | ЗапФ 25.2-31.3.43г., 49А ;.1943 г., 11 гв. А 15.5-25.7.43г., ЗапФ 8-9.43г., 5 акп 9.11.43-10.12.43г., 5А 10.12.43-13.7.44г.                                                                                      | Обращён на формирование 15 гв. пабр 5А                             |
| 796 отдельный армейский разведывательный артиллерийский дивизион I формирование                                           | 5.6.42-7.12.42                                  | | Расформирован                                                      |
| 796 отдельный армейский разведывательный артиллерийский дивизион II формирование                                          | 17.2.43-9.5.45                                  | 15 адп 17.2.43- 30.6.43 г. 2акп 30.6.43-10.4.44 20 адп 10.7.44 г.-9.5.45 |                                                                    |
| 797 отдельный разведывательный артиллерийский дивизион Сформирован на базе рад 442 кап 7.5.42 г.                          | 7.5.42-15.6.44                                  | 8 А 27.8-1.10.42г., 52А 2-3.43г., 4А 1.4-11.43г., 59А 12.43-16.2.44г., 54А 18.2-4.44г., 23А 5-15.6.44г. | Обращен на укомплектование 47 гв. пабр 23А Лен. Ф15.6.44 г.        |
| 798 отдельный разведывательный артиллерийский дивизион Сформирован на базе рад 448 пап 7.5.42 г.                          | 7.5.42-10.6.44                                  | 52А 7.5.42-10.11.42 2 адп 10.11.42-10.6.44 | Обращен на формирование 141 апабр 42А 2 Приб. Ф10.6.44 г.          |
| 799 отдельный разведывательный артиллерийский дивизион                                                                    | 27.4.42-18.11.42                                | СЗФ,11А | Преобразован в 5 огв. рад 18.11.42 г.                              |
| 800 отдельный разведывательный артиллерийский дивизион Сформирован на базе рад 264 пап 27.4.42 г.                         | 27.4.42-10.6.44                                 | СЗФ 1 Уд. А,53А, | Обращен на укомплектование 137 пабр 1 Уд. А 2 Приб. Ф10.6.44 г.    |
| 801 отдельный армейский разведывательный артиллерийский дивизион                                                          | 9.8.45-3.9.45                                   | 2А ДВФ |                                                                    |
| 802 отдельный армейский разведывательный артиллерийский дивизион                                                          | 9.8.45-3.9.45                                   | 15 А 2-й ДВФ |                                                                    |
| 803 отдельный разведывательный артиллерийский дивизион                                                                    | 9.8.45-3.9.45                                   | 35 А ДВФ |                                                                    |
| 804 отдельный разведывательный артиллерийский дивизион                                                                    | 9.8.45-3.9.45                                   | 35 А ДВФ |                                                                    |
| 805 отдельный разведывательный артиллерийский дивизион                                                                    | 9.8.45-3.9.45                                   | 1А ДВФ,Приморская- Группа войск |                                                                    |
| 806 отдельный разведывательный артиллерийский дивизион                                                                    | 9.8.45-3.9.45                                   | 1А ДВФ,Приморская- Группа войск |                                                                    |
| 807 отдельный разведывательный артиллерийский дивизион                                                                    | 9.8.45-3.9.45                                   | 25 А ДВФ |                                                                    |
| 808 отдельный разведывательный артиллерийский дивизион                                                                    | 9.8.45-3.9.45                                   | 25 А ДВФ |                                                                    |
| 809 отдельный армейский разведывательный артиллерийский дивизион                                                          | 9.8.45-3.9.45                                   | 17 А ЗабФ |                                                                    |
| 810 отдельный разведывательный артиллерийский дивизион                                                                    | 27.7.42-9.5.45                                  | 24А Дон Ф,33 А, 65А,66А,69А,47А, 48А,ЦФ,БФ,1 БФ |                                                                    |
| 811 отдельный армейский разведывательный артиллерийский дивизион I формирование                                           | 1.8.42-5.6.44                                   | 60А,38А,18А | Обращен на укомплектование 135 апабр 38А 4 Укр. Ф 5.6.44 г.        |
| 811 отдельный армейский разведывательный артиллерийский дивизион II формирование                                          | 9.8.45-3.9.45                                   | ЗабФ |                                                                    |
| 812 отдельный разведывательный артиллерийский дивизион I формирование                                                     | 2.8.42-4.6.44                                   | ДонФ 2.8-3.12.42г., 7 адп 3.12.42-28.7.43 1 гв. А 7-8.43г., 12 А 8-9.43г., 46 А 9.43-4.6.44г. | Обращен на формирование 45 гв. пабр 46А 3 Укр. Ф 4.6.44 г.         |
| 812 отдельный разведывательный артиллерийский дивизион II формирование                                                    | 9.8.45-3.9.45                                   | ЗабФ |                                                                    |
| 813 отдельный разведывательный артиллерийский дивизион I формирование                                                     | 3.8.42-12.4.44 24.4.44-6.5.44                   | 10 А, Резерв Ставки 6.5-8.7.44г. | Обращен на формирование 150 пабр 2 гв. А 3 БФ 8.7.44 г.            |
| 813 отдельный разведывательный артиллерийский дивизион II формирование                                                    | 9.8.45-3.9.45                                   | ЗабФ |                                                                    |
| 814 отдельный разведывательный артиллерийский дивизион                                                                    | 3.8.42-18.6.44                                  | ЗапФ 3.8-20.11.42г., 6 адп 20.11.42-2.43г., 49 А 5.7.43-18.6.44г. | Обращен на укомплектование 143 апабр 49А 2БФ 18.6.44 г.            |
| 815 отдельный армейский разведывательный артиллерийский дивизион                                                          | 19.9.42-5.2.43 10.7.43-29.9.43                  | 66 А, 5гв. А | Преобразован в 59 огв.арад 29.9.43 г.                              |
| 816 отдельный разведывательный артиллерийский дивизион                                                                    | 31.10.42-1.3.43                                 | 1 ад 31.10.42-1.3.43 | Преобразован в 14 огв. рад 1.3.43 г.                               |
| 817 отдельный разведывательный артиллерийский дивизион                                                                    | 15.5.42-29.5.44                                 | ЗакФ, 47А,ТОР ЧГВ ЗакФ,56А СКФ , 51 А, ОПА | Обращен на укомплектование 151 пабр 51А 1 Приб. Ф12.6.44 г.        |
| 818 отдельный разведывательный артиллерийский дивизион                                                                    | 15.5.42-23.11.43                                | ЗакФ,9 А | Расформирован в составе 9А                                         |
| 819 отдельный разведывательный артиллерийский дивизион                                                                    | 2.4.42-4.11.42 31.12.42-6.6.44                  | ЗакФ,12 адп,65 А | Обращён на укомплектование 147 апабр 65А 6.6.44г.                  |
| 820 отдельный разведывательный артиллерийский дивизион Сформирован на базе рад 151 пап 9.4.42 г.                          | 9.10.42-15.6.44                                 | ЛенФ,55А 9.10.42-31.12.42г., 28 ад 1.1.43-3.10.43г., 67А 1.11.43-1.2.44г., 18 адп 3 акп 1.2-1.3.44г., Лен. Ф 3 акп 1.4.-15.6.44г.                                                                                | Обращен на укомплектование 81 пабр 8А Лен. Ф15.6.44 г.             |
| 821 отдельный разведывательный артиллерийский дивизион                                                                    | 9.4.42-9.5.45                                   | 3 А до 6.42г. 5 адп до 7.43г. с 7.43г. 4 акп |                                                                    |
| 822 отдельный армейский разведывательный артиллерийский дивизион                                                          | 9.4.42-15.8.43 7.9.43-24.5.44                   | 61 А | Обращен на формирование 38 гв. пабр 61А 1БФ 24.5.44 г.             |
| 823 отдельный армейский разведывательный артиллерийский дивизион Переименован из 594 оарад 30.4.42 г.                     | 30.4.42-10.6.44                                 | 54 А | Обращен на формирование 35 гв. пабр 54А, 9гв. А 3 Укр. Ф10.6.44 г. |
| 824 отдельный армейский разведывательный артиллерийский дивизион Сформирован на базе рад 364 кап 25.4.42 г.               | 25.4.42-28.5.44                                 | 33 А | Обращен на формирование 142 пабр 33А 1 БФ 28.5.44 г.               |
| 825 отдельный разведывательный артиллерийский дивизион Сформирован на базе рад 2 гв. пап 30.4.42 г.                       | 30.4.42-4.11.42                                 | 5 А | Преобразован в 6 огв. рад 18.11.42 г.                              |
| 826 отдельный разведывательный артиллерийский дивизион Сформирован на базе рад 17 гв. пап 4.5.42 г.                       | 4.5.42-18.11.42                                 | 43А,20А | Преобразован в 7 огв. рад 18.11.42 г.                              |
| 827 отдельный армейский разведывательный артиллерийский дивизион                                                          | 4.5.42-22.4.44                                  | 16 А, 11 гв. А | Обращен на укомплектование149 пабр 11 гв. А 3БФ                    |
| 828 отдельный армейский разведывательный артиллерийский дивизион                                                          | 27.4.42-1.6.44                                  | 50 А | Обращен на укомплектование 144 пабр 50А 2 БФ1.6.44 г               |
| 829 отдельный армейский разведывательный артиллерийский дивизион Сформирован на базе рад 56 кап 25.4.42 г.                | 25.4.42-5.6.44                                  | 31 А | Обращен на укомплектование 140 апабр 31А 3 БФ 5.6.44 г.            |
| 830 отдельный разведывательный артиллерийский дивизион Сформирован на базе рад 270 кап 25.4.42 г.                         | 25.4.42-10.6.44                                 | 4 Уд. А | Обращен на укомплектование 138 пабр 4Уд. А 1Приб. Ф 10.6.44 г.     |
| 831 отдельный армейский разведывательный артиллерийский дивизион Сформирован на базе рад 512 гап 25.4.42 г.               | 25.4.42-10.6.44                                 | 30 А, 10гв. А | Обращен на формирование 19 гв.апабр 10 гв. А 2ПФ 10.6.44г.         |
| 832 отдельный армейский разведывательный артиллерийский дивизион Сформирован на базе рад 613 пап 25.4.42 г.               | 25.4.42-10.6.44                                 | 3 Уд. А | Обращен на укомплектование 136 пабр 3 Уд. А 3 БФ 10.6.44 г.        |
| 833 отдельный разведывательный артиллерийский дивизион Сформирован на базе рад 644 пап 25.4.42 г.                         | 25.4.42-9.5.45 9.8.45-3.9.45                    | 29А 25.4.42-2.2.43 5 А 2.2.43-10.12.43 5акп 10.12.43-9.5.45 3 гв. адп 20.9.44 — 30.10.44 г. 39 А Заб. Ф 9.8.45-3.9.45г.                                                                                          |                                                                    |
| 834 отдельный разведывательный артиллерийский дивизион Сформирован на базе рад 3 гв. пап 29.4.42 г.                       | 29.4.42-10.7.42                                 | 6 А | Расформирован                                                      |
| 835 отдельный армейский разведывательный артиллерийский дивизион Сформирован на базе рад 5 гв. пап 29.4.42 г.             | 29.4.42-18.11.42                                | 62А | Преобразован в 8 огв. арад 18.11.42 г.                             |
| 836 отдельный армейский разведывательный артиллерийский дивизион                                                          | 25.5.42-9.5.45                                  | 14 А |                                                                    |
| 837 отдельный разведывательный артиллерийский дивизион Сформирован на базе рад 4 гв. апап 27.4.42 г.                      | 27.4.42-26.9.42                                 | 9 А | Преобразован в 9 огв. рад 18.11.42 г.                              |
| 838 отдельный разведывательный артиллерийский дивизион                                                                    | 11.7.42-5.2.43 1.3.43-25.7.44                   | 28А,57А,64А, 7 гв. А | Обращен на укомплектование 155 апабр 5 гв. А 1 БФ 25.7.44 г.       |
| 839 отдельный армейский разведывательный артиллерийский дивизион Сформирован на базе рад 268 апап 27.4.42 г.              | 27.4.42-24.5.44                                 | 37А,56А,3 гв. А 5 Уд. А | Обращен на формирование 44 гв. пабр 5 Уд. А 1 БФ 24.5.44 г.        |
| 840 отдельный армейский разведывательный артиллерийский дивизион Сформирован на базе рад 437 пап 27.4.42 г.               | 27.4.42-18.11.42                                | 18 А | Преобразован в 10 огв. рад 18.11.42 г.                             |

| 3 отдельный гвардейский разведывательный артиллерийский дивизион Преобразован из 788 орад 18.11.42 г.            | 18.11.42-9.5.45                   | 55А,67А,3 АКП,42А,                                         |                                                  |
| 4 отдельный гвардейский разведывательный артиллерийский дивизион Преобразован из 789 оарад 18.11.42 г.           | 18.11.42-16.10.44                 | ЛенФ,3 Приб. Ф                                             | С 16.10.44г. Резерв Ставки                       |
| 5 отдельный гвардейский разведывательный артиллерийский дивизион Преобразован из 799 орад 18.11.42 г.            | 18.11.42-9.5.45                   | 26 ад                                                      |                                                  |
| 6 отдельный гвардейский разведывательный артиллерийский дивизион                                                 | 18.11.42-11.9.43 8.3.45-11.5.45   | 11 гв. А, 8 АК 9 АК                                        |                                                  |
| 7 отдельный гвардейский разведывательный артиллерийский дивизион Преобразован из 826 орад 18.11.42 г.            | 18.11.42-9.5.45                   | 3 ад, 4 гв. тпад                                           |                                                  |
| 8 отдельный гвардейский разведывательный артиллерийский дивизион Преобразован из 835 оарад 18.11.42 г.           | 18.11.42-5.2.43 20.3.43-24.5.44   | 62 А 8 гв. А                                               | Обращен на формирование 43 гв. пабр 24.5.44 г.   |
| 9 отдельный гвардейский разведывательный артиллерийский дивизион Преобразован из 837 орад 18.11.42 г.            | 1.1.43-11.5.45                    | 11 ад                                                      |                                                  |
| 10 отдельный гвардейский разведывательный артиллерийский дивизион Преобразован из 840 оарад 18.11.42 г.          | 18.11.42-19.11.43 30.11.43-5.6.44 | 18 А, 13 А                                                 | Обращен на укомплектование 39 гв. пабр 5.6.44 г. |
| 12 отдельный гвардейский разведывательный артиллерийский дивизион Преобразован из 399 орад 8.3.43 г.             | 8.3.43-5.6.44                     | 6 гв. А,4 гв. А,27 А, 1 гв. А 38 А, 52 А, 18А              | Обращен на укомплектование 24 гв. пабр 5.6.44 г. |
| 13 отдельный гвардейский разведывательный артиллерийский дивизион Переформирован из рад 1 гв. кабр 7.9.44 г.     | 8.10.44-9.5.45 9.8.45-3.9.45      | 6 гв. адп 39 А                                             |                                                  |
| 14 отдельный гвардейский разведывательный артиллерийский дивизион Преобразован из 816 орад 1.3.43 г.             | 10.3.43-11.5.45                   | 1 гв. адп                                                  |                                                  |
| 15 отдельный гвардейский разведывательный артиллерийский дивизион Преобразован из 709 оарад (I) 1.3.43 г.        | 19.3.43-23.5.44                   | 2 гв. адп                                                  | Обращен на формирование 42 гв. пабр 23.5.44 г.   |
| 16 отдельный гвардейский разведывательный артиллерийский дивизион                                                | 28.2.45-11.5.45                   | 61 гв. кабр 37 гв. ССК 9 гв. А                             |                                                  |
| 17 отдельный гвардейский разведывательный артиллерийский дивизион                                                | 21.2.45-11.5.45                   | 62 гв. кабр 38 гв. СК 9 гв. А                              |                                                  |
| 18 отдельный гвардейский разведывательный артиллерийский дивизион                                                | 8.3.45-11.5.45                    | 63 гв. кабр 39 гв. СК 9 гв. А                              |                                                  |
| 21 отдельный гвардейский разведывательный артиллерийский дивизион Преобразован из 619 орад (I) 7.3.43 г.         | 7.3.43-20.6.44                    | 3 гв. адп 57 А                                             | Обращен на укомплектование 159 пабр 20.6.44 г.   |
| 25 отдельный гвардейский разведывательный артиллерийский дивизион Преобразован из 710 орад 4.5.43 г.             | 4.5.43-9.5.45                     | 2 гв. А, 44А, 51А, 2 гв. адп, 43А, 6 гв. А                 |                                                  |
| 27 отдельный гвардейский разведывательный артиллерийский дивизион Преобразован из 785 орад 20.6.43 г.            | 13.7.43-8.4.44 2.3.45-9.5.45      | До 5.7.43 г. 5 гв.тадп До24.5.44 г. 6 гв. адп 5 акп, 2 акп |                                                  |
| 59 отдельный гвардейский армейский разведывательный артиллерийский дивизион Преобразован из 815 оарад 29.9.43 г. | 29.9.43-20.5.44                   | 5 гв. А, 52 А 7 гв. А                                      | Обращен на формирование 41 гв. пабр 20.5.41 г.   |

## Отдельные разведывательные артиллерийские дивизионы имеющие почетные наименования и награждённые орденами
- 3 отдельный гвардейский разведывательный артиллерийский Красносельский Краснознамённый дивизион
- 4 отдельный гвардейский разведывательный артиллерийский Краснознамённый дивизион
- 5 отдельный гвардейский разведывательный артиллерийский Гдыньский дивизион
- 6 отдельный гвардейский разведывательный артиллерийский ордена Красной Звезды дивизион
- 7 отдельный гвардейский разведывательный артиллерийский Кёнигсбергский ордена Александра Невского дивизион
- 8 отдельный гвардейский разведывательный артиллерийский Запорожский дивизион
- 12 отдельный гвардейский разведывательный
 артиллерийский Краснознамённый  дивизион
- 13 отдельный гвардейский разведывательный артиллерийский Свирский дивизион
- 14 отдельный гвардейский разведывательный артиллерийский Краснознамённый дивизион
- 15 отдельный гвардейский разведывательный артиллерийский Севастопольский дивизион
- 25 отдельный гвардейский разведывательный артиллерийский Севастопольский дивизион
- 27 отдельный гвардейский разведывательный артиллерийский ордена Красной Звезды дивизион
- 44 отдельный разведывательный артиллерийский ордена Богдана Хмельницкого дивизион
- 45 отдельный разведывательный артиллерийский ордена Красной Звезды дивизион
- 68 отдельный разведывательный артиллерийский ордена Красной Звезды дивизион
- 70 отдельный разведывательный артиллерийский ордена Красной Звезды дивизион
- 112 отдельный разведывательный артиллерийский орденов Красной Звезды и Александра Невского дивизион
- 624 отдельный разведывательный артиллерийский Краснознамённый дивизион
- 625 отдельный разведывательный артиллерийский Таллинский Краснознамённый  дивизион
- 708 отдельный разведывательный артиллерийский Новгородский дивизион
- 725 отдельный разведывательный артиллерийский ордена Красной Звезды дивизион
- 782 отдельный разведывательный артиллерийский Севастопольский дивизион
- 784 отдельный разведывательный артиллерийский Краснознамённый дивизион
- 797 отдельный разведывательный артиллерийский Новгородский дивизион
- 810 отдельный разведывательный артиллерийский  Мозырьский Краснознамённый  орденов Богдана Хмельницкого и Александра Невского дивизион
- 811 отдельный разведывательный артиллерийский Киевский дивизион
- 819 отдельный разведывательный артиллерийский  Краснознамённый дивизион
- 821 отдельный разведывательный артиллерийский Калинковичский Краснознамённый  орденов Богдана Хмельницкого и Александра Невского дивизион
- 823 отдельный армейский разведывательный артиллерийский Дновский дивизион
- 833 отдельный разведывательный артиллерийский Кёнигсбергский ордена  Александра Невского дивизион
- 836 отдельный разведывательный артиллерийский ордена Александра Невского дивизион
- 838 отдельный разведывательный артиллерийский ордена Красной Звезды дивизион
- 839 отдельный разведывательный артиллерийский Одесский дивизион

## Отдельные разведывательные артиллерийские дивизионы РГК принимавшие участие в штурме Берлина
- 113 отдельный разведывательный артиллерийский дивизион
- 725 отдельный разведывательный артиллерийский ордена Красной Звезды дивизион
- 810 отдельный разведывательный артиллерийский  Мозырьский Краснознамённый  орденов Богдана Хмельницкого и Александра Невского дивизион
- 821 отдельный разведывательный артиллерийский Калинковичский Краснознамённый  орденов Богдана Хмельницкого и Александра Невского дивизион